# A Perfect Gentleman
Pour plus de détails, voir Fiche technique et Distribution.
A Perfect Gentleman est un film américain réalisé par Clyde Bruckman, sorti en 1928.

## Fiche technique
- Titre : A Perfect Gentleman
- Réalisation : Clyde Bruckman
- Scénario : Charles Horan
- Photographie : James Diamond
- Montage : William Holmes
- Pays de production : États-Unis
- Format : Noir et blanc - 1,33:1 - Film muet
- Genre : comédie
- Date de sortie : 1928

## Distribution
- Monty Banks : Monty Brooks
- Ernest Wood : George Cooper
- Henry A. Barrows : John Wayne
- Ruth Dwyer : la fille de Wayne